# The Glass Ballerina
"The Glass Ballerina" er det 49. afsnit af tv-serien Lost. Episoden blev instrueret af Paul Edwards og skrevet af Jeff Pinkner & Drew Goddard. Det blev første gang udsendt 11. oktober 2006, og karaktererne Jin-Soo Kwon & Sun-Hwa Kwon vises i afsnittets flashbacks.

## Plot
I flashback ødelægger Sun som barn en glasballerina og skyder skylden på pigen i huset, som bliver fyret af hendes far, Mr. Paik.
Senere vises Sun som voksen, hvor hun har en affaire med Jae Lee, som prøver på at give hende en perlehalskæde. Hun afslår, idet hun er bange for at hendes mand vil se den. Derefter bryder Mr. Paik til hendes skam ind og finder dem i sengen sammen. Mr. Paik tilkalder senere Suns mand, Jin, og beder ham "sende en besked" til Jae (hvilket lader forstå at han står for at blive dræbt), som siger at Jae har "stjålet". Men da Jin ligger sig i baghold og banker Jae, kan han ikke få sig selv til at dræbe og beordrer i stedet Jae til at forlade landet. Alligevel lander Jaes lig oven på Jins bil idet han sætter sig ind, hvor det er blevet smidt ned fra et øvre vindue. Ligets hånd ses holde fast til perlehalskæden. Til Jaes begravelse spørger Sun Mr. Paik om han har fortalt Jin om affæren, men han siger det ikke var op til ham at gøre det.
På sejlbåden bekymrer Sun, Jin og Sayid sig over at Jacks selskab endnu ikke er dukket op. De diskuterer om, hvad de skal gøre, hvor Sayid gerne vil sejle til et nyt sted, mens Jin afviser dette. Sun går dog mod sin mand ved at ytre enighed med Sayid. De finder The Others tillægningssted, hvor de bygger et signalbål for at prøve at lokke the Orhers ind i et baghold.
I mellemtiden raporterer Colleen til Ben blandt the Others, at Sayid (omtalt som "the Iraqi") har en båd, og Ben beordrer hende at samle et hold, der kan kapre den. Hendes hold afviger Sayids ild og sniger sig i stedet om bord på båden, hvor de møder Sun under dækket. Colleen tiltaler Sun med hendes fulde navn og fortæller hende at the Others "ikke er fjenden", og at Sun ikke må skyde, da hun er en "god person", men Sun skyder Colleen i mellemgulvet og flygter derefter over bord.
Kate og Sawyer tvinges til at arbejde, grave og bære sten. Alex Rousseau som gemmer sig i buskene spørger Kate om Karl. Sawyer distraherer ved at kysse Kate og stjæler en riffel, men tvinges til at slippe den, da Juliet truer med at skyde Kate.
Tilbage i deres bure fortæller Sawyer Kate, hvad han lærte omkring kampevner af de forskille Others. Han siger at Juliet ville have skudt hende uden problemer og kritiserer the Others. Han indrømmer, at hans rigtige navn er James. De starter med at diskutere flugtplaner uvidende om at Ben overvåger deres samtale via sikkerhedskameraer.
Ben besøger derefter Jack og fortæller ham hans rigtige navn og at han har boet på øen hele livet. Han tilbyder at sende Jack hjem hvis han samarbejder. Jack tror at the Others også er strandet, men Ben informerer ham om den eksakte tid og dato for hans flystyrt og at 69 dage er gået siden (hvilket gør dagen til 29. november 2004) og insisterer på at de er i kontakt med verden udenfor. Han viser ham dette ved at nævne nylige begivenheder, såsom genvalget af George W. Bush som Amerikas præsident, Christopher Reeds pludselige død og at Boston Red Sox har vundet Major League Baseball for 2004. Da Ben fortæller ham om Red Sox begynder Jack at grine og siger at det beviser at han lyver. Ben beviser det så ved at afspille en optagelse af finalespillet, som Jack ser i chok.